# Sigri Mitra Gaïni
Sigri Mitra Gaïni (persisk: سیگری میترا قائنی) (født 1975 i Oslo, Norge) er en færøsk skuespillerinde og digter.
Sigri Mitra Gaïni er datter af færingen Lív Joensen og har en iransk far. Hun er søster til socialantropologen Firouz Gaïni og overlægen Shahin Gaïni, barnebarn af politikeren Sigurð Joensen og feministen Sigrið av Skarði og niece til litteraturforskeren Turið Sigurðardóttir. Sigri er født i Norge, men er opvokset både i Norge og på Færøerne. Hun er uddannet på filmskolen i Ebeltoft og blev i 1995 / 1996 skuespillerinde. Efterfølgende studerede hun videre på Academy of Live and Recording Arts i London.
Som digter har hun udgivet fire bøger på færøsk, for hvilke hun i 2004 modtog Færøernes litteraturpris. Som skuespillerinde har hun medvirket i filmene Bye bye bluebird og Polle Fiction.

## Udgivelser
- 1997 – Orð og andlit, Tórshavn: Forlagið Fannir, ISBN 99918-49-13-0
- 1998 – Soflúgv - og øvugt, Tórshavn: Forlagið Fannir, ISBN 99918-49-21-1
- 2004 – 2002 nætur, Tórshavn: Mentunargrunnur Studentafelagsins, ISBN 99918-43-46-9
- 2010 - Vaknandi, Tórshavn: Mentunargrunnur Studentafelagsins[1]

## Filmografi
- Bye bye bluebird (1999)
- Polle Fiction (2002)